# Arash (album)
Arash è il primo album in studio del cantante Arash, pubblicato nel 2005.

## Tracce
1. Tike Tike Kardi
2. Yalla
3. Boro, Boro
4. Ey Yar Begou (feat. Ebi)
5. Temptation (feat. Rebecca)
6. Arash (feat. Helena)
7. Bombay Dreams (feat. Aneela & Rebecca)
8. Man o To
9. Baskon (feat. Timbuktu)
10. Music Is My Language (feat. DJ Aligator)
11. Salamati
12. Behnaz
13. Boro, Boro (Bollywood Café Mix)
14. Tike Tike Kardi (Payami Lounge Mix)